# Salagena discata
Salagena discata is een vlinder van de familie van de Metarbelidae. De wetenschappelijke naam van de soort is voor het eerst gepubliceerd in 1929 door Max Gaede.

## Verspreiding
De soort komt voor in Senegal.

## Waardplanten
De rups leeft op Afrocarpus gracilior (Podocarpaceae).